# Bivalvulida
Bivalvulida là một bộ của ngành Thích ty bào gồm nhiều loài ký sinh gây thiệt hại lớn về kinh tế đối với nuôi trồng thủy sản và nghề cá, như Myxobolus cerebralis và Ceratomyxa shasta.

## Phân loại
Bộ Bivalvulida được cấu thành từ 3 phân bộ chứa tổng cộng 15 họ.
- Phân bộ Platysporina Kudo, 1919[2]
  - Myxobolidae Thélohan, 1892[3]
- Phân bộ Sphaeromyxina Lom & Noble, 1984[4]
  - Sphaeromyxidae Lom & Noble, 1984[4]
- Phân bộ Variisporina Lom & Noble, 1984[4]
  - Auerbachiidae
  - Alatasporidae Shulman, Kovaleva & Dubina, 1979[5]
  - Ceratomyxidae Doflein, 1899[6]
  - Chloromyxidae Thélohan, 1892[3]
  - Coccomyxidae Léger & Hesse, 1907[7]
  - Fabesporidae Naidenova & Zaika, 1969[8]
  - Myxidiidae Thélohan, 1892[3]
  - Myxobilatidae Shulman, 1953[9]
  - Ortholineidae Lom & Noble, 1984[4]
  - Parvicapsulidae Shulman, 1953[9]
  - Sinuolineidae Shulman, 1959[10]
  - Sphaerosporidae Davis, 1917[11]

## Hình ảnh

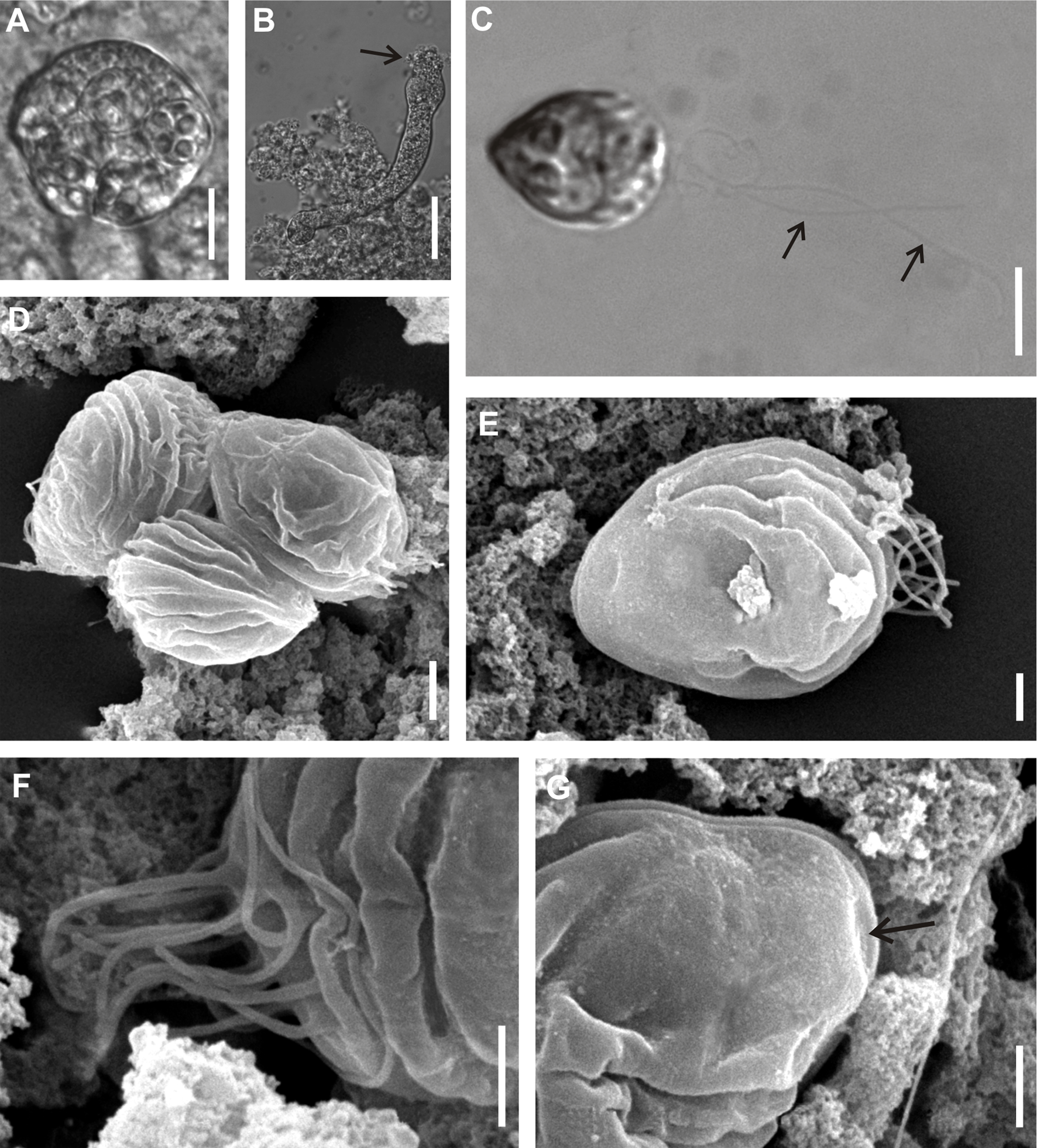
Chloromyxum atlantoraji
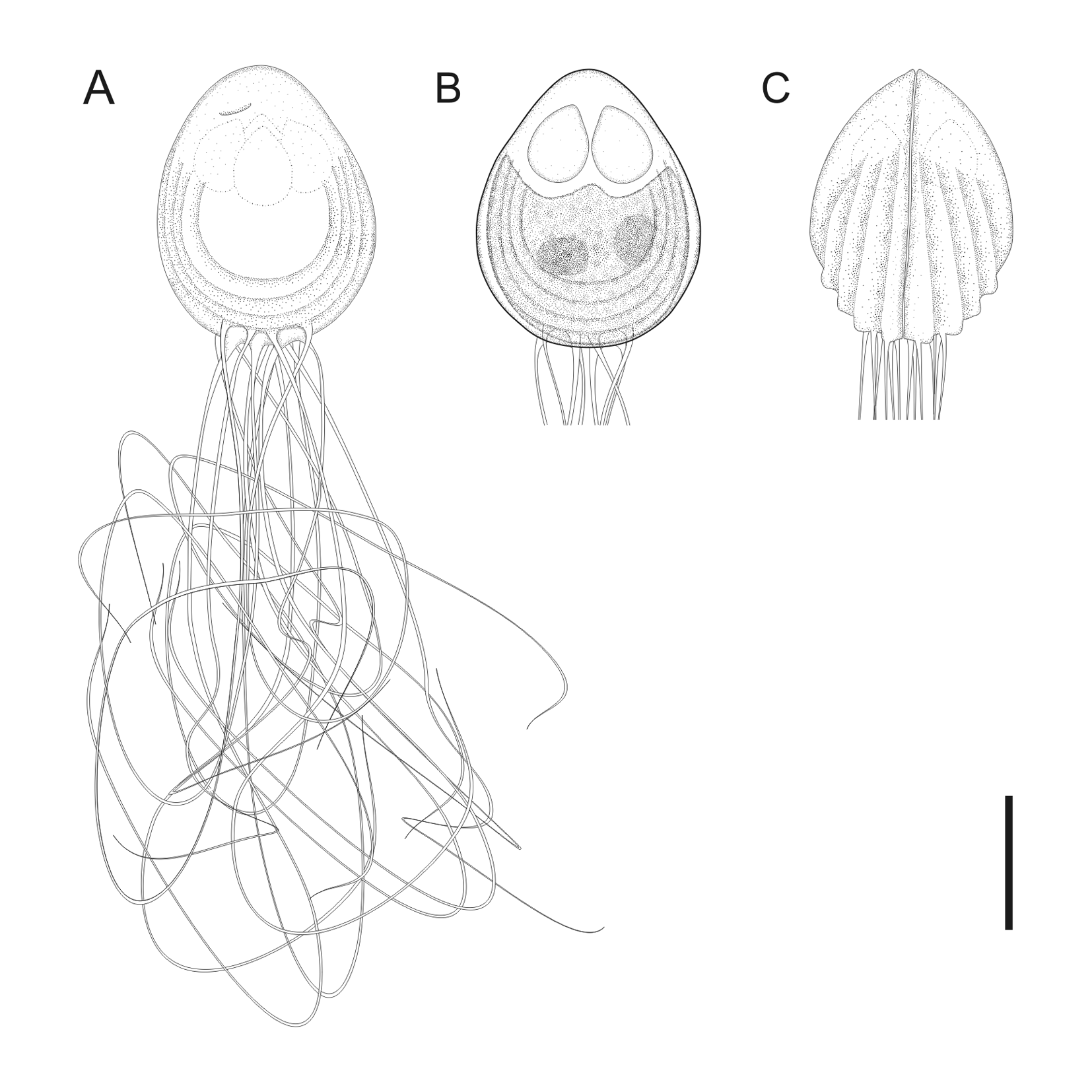
Chloromyxum atlantoraji
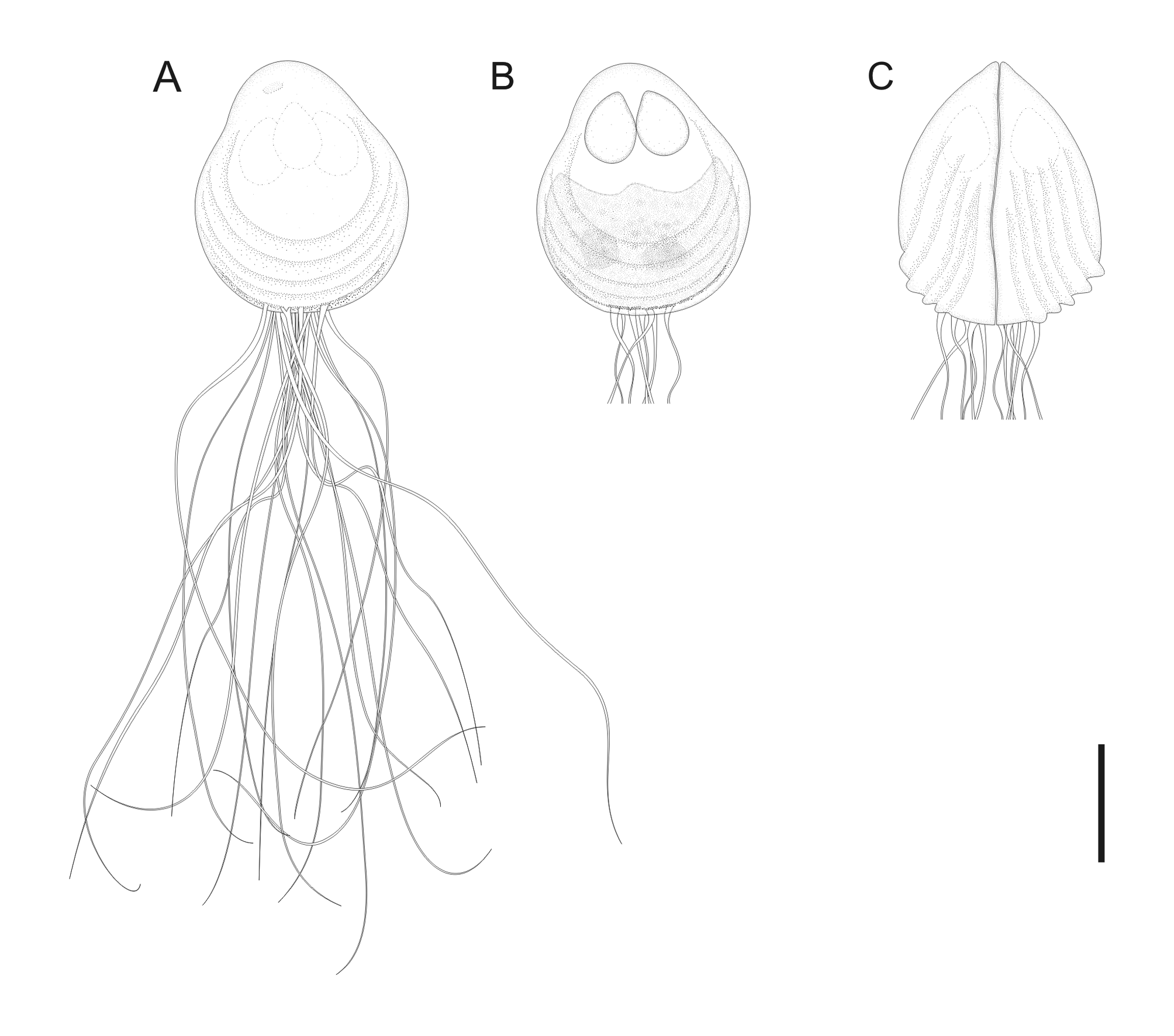
Chloromyxum zearaji